# Assis Naban
Assis Naban, född 4 december 1906, död 9 december 1998, var en friidrottare från Brasilien. Han deltog vid olympiska sommarspelen 1936.